# Fedor Kelling

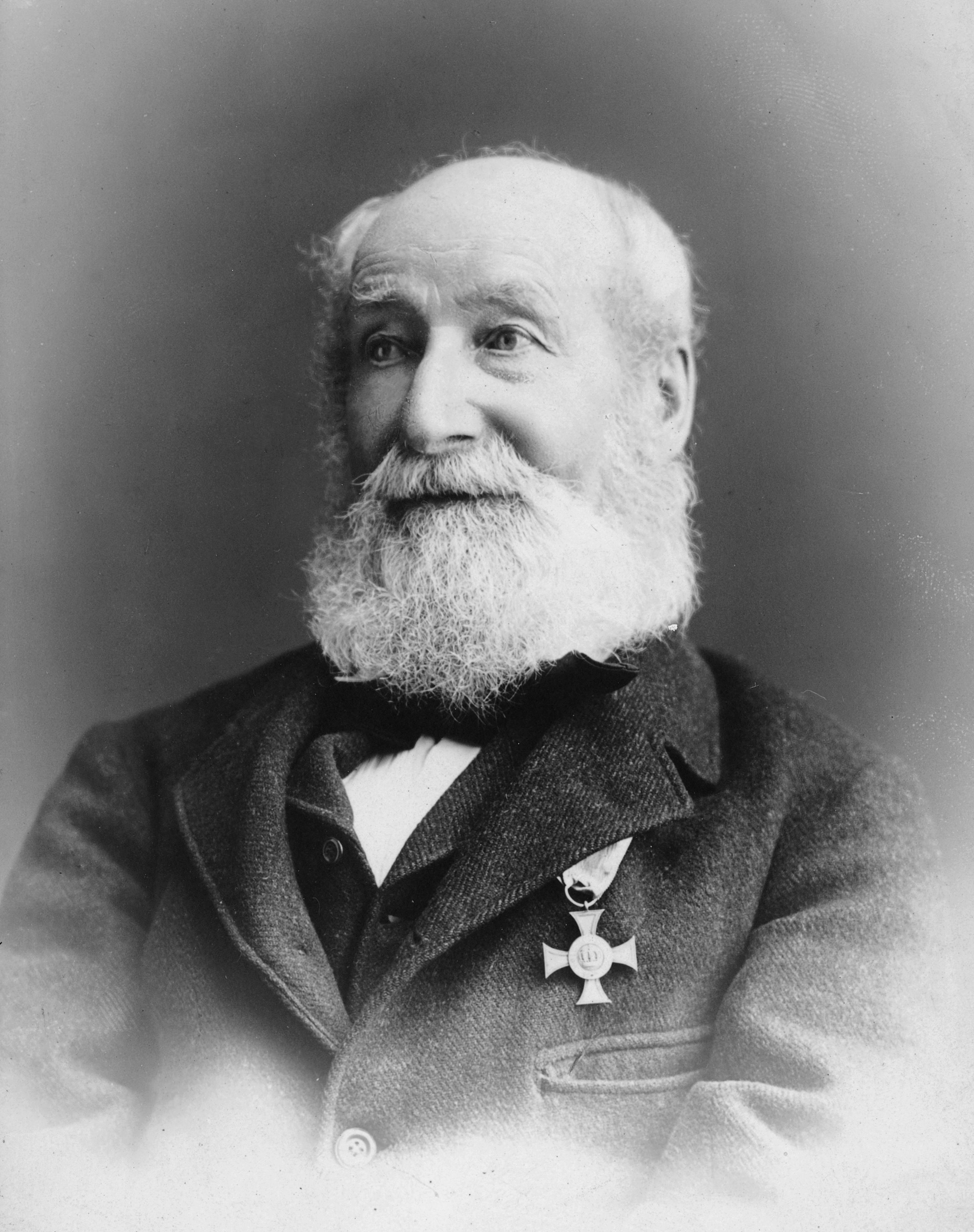
Fedor Kelling (1895)

Fedor Kelling (* 11. Februar 1820 in Klütz, Mecklenburg-Schwerin als Johann Friederich August Kelling; † 24. Oktober 1909 in Nelson, Neuseeland) war deutschstämmiger Einwanderer in Neuseeland, Mitbegründer der deutschen Siedlung Ranzau (nahe Nelson), Community Leader und späteres Mitglied des House of Representatives für den Distrikt Waimea, einem Wahlbezirk der ehemaligen Provinz Nelson.
Kelling nannte sich in Neuseeland offiziell John Fedor Augustus Kelling und in der Kurzform Fedor Kelling.

## Leben und Wirken

### Deutschland
Fedor Kelling wurde als jüngerer Sohn des Aktuarius aus dem gräflichen Gut Bothmer Johann Joachim Kelling und dessen Frau Louise Catherine Margarethe, geb. Harms geboren und am 18. Februar 1820 in der Kirche von Klütz auf den Namen Johann Friederich August Kelling getauft. Kellings zwei Jahre älterer Bruder war Carl (Friederich Christian). Über Kellings Schul- und Berufsausbildung ist nichts bekannt. Beide Brüder waren als Landwirte bekannt.
1842 heiratete Kelling Johanna Friederica Christiana, geb. Lampe in Rövershagen (nahe Rostock). Aus der Ehe gingen drei Kinder hervor, wovon das erste Kind 1843 noch in Mecklenburg-Schwerin geboren wurde und die beiden anderen Kinder 1845 und 1848 in Nelson, Neuseeland.
1844 wurden Kelling und sein Bruder Carl von Graf Kuno zu Rantzau-Breitenburg, Jurist und Gutsherr aus dem südlichen Schleswig-Holstein, als Bevollmächtigte für eine Siedlungsvorhaben in Neuseeland gewonnen. Kuno zu Rantzau-Breitenburg hatte seinerzeit zusammen mit Charles Ami de Chapeaurouge, einem Hamburger Senator und Kaufmann, sieben Siedlungsanteile in der Gegend um Nelson von der New Zealand Company erworben und plante als eine Art philanthropisches Investment, Familien bevorzugt aus der mecklenburgischen Region in Neuseeland anzusiedeln. Zusammen mit dem Hamburger Kaufmann Johann Ferdinand Benoit, der als Einziger zu dem Zeitpunkt die englische Sprache beherrschte, sollten die Kelling-Brüder das Siedlungsprojekt managen.

### Neuseeland
Auf der dänischen Dreimastbark Skjold verließ Kelling mit seiner Familie und seinem Bruder am 21. April 1844 Hamburg und erreichte Nelson am 1. September 1844. Die Kelling-Brüder siedelten in Waimea East. Johann Kelling nannte in Anerkennung an den Finanzier des Siedlungsprojekte sein Gehöft Ranzau, ohne das „t“ in dem Namen zu verwenden. Aus der Ansiedlung wurde unter Kellings Führung eine deutsche Siedlung, einige Kilometer südwestlich von Nelson entfernt. Doch 150 Acres Land waren nicht genug für über 135 Siedler. So konnte Kelling lediglich 75 Siedler beschäftigen und nicht verhindern, dass einige Siedler nach Adelaide, Australien, auswanderten.
Kellings zweites Kind wurde am 11. Oktober 1845 geboren. Bei der Geburt des dritten Kindes am 28. Juli 1848 verstarb seine Frau Johanna. Kelling heiratete am 10. Februar 1855 erneut, doch seine zweite Frau Rose Mary Etty verstarb noch im gleichen Jahr am 27. August 1855. Seine dritte Frau Dorothea Wilhelmine Kuskop, die er wohl bei einer Reise nach Deutschland kennengelernt und am 2. Februar 1864 in Klütz geheiratet hatte, verstarb am 1. Juni 1865 im Alter von nur 27 Jahren.
1850 erweiterten die Kellings durch Landzukäufe die Siedlung und entwickelten neben dem bestehenden Anbau von Getreide, Hopfen, Früchten, Weintrauben und Tabak die Schafzucht. Über die folgenden 20 Jahre entwickelte sich die Region und zog weitere deutsche Siedler von Übersee an. 1856 zog Kellings Bruder Carl mit einigen Siedlern nach Sarau, eine durch die ersten deutschen Siedler in der Region Nelson gegründeten Siedlung, und wurde dort Community Leader. Johann Kelling selbst blieb weiterhin in Ranzau und betreute seine Gemeinde. 1853 wurde er Direktor der Settlers Cattle Fair Association und half ein Jahr später dabei, die Nelson Agriculture Association aufzubauen, deren erster Sekretär er bis 1862 war. Er war für den Distrikt Waimea Vertreter im Zentral Board of Education for Nelson und nahm durch Wahl einen Sitz in der Provinzregierung von der Provinz Nelson in den Jahren 1857 bis 1863 und nochmals 1865 bis 1876 ein.
In Anerkennung seiner Arbeit als Community Leader und seinem Engagement folgend wurde Kelling am 15. Juli 1859 als Justice of the Peace (Friedensrichter) vereidigt. Ein knappes Jahr später ließ er sich im Januar 1860 für den Distrikt Waimea für das House of Parliament aufstellen und wurde gewählt. 1866 wurde er für den Norddeutschen Bund zum Konsul in Neuseeland ernannt und nach der Reichsgründung 1871 unter Wilhelm I. übernahm er das Amt für das gesamte Deutsche Reich. Dafür wurde er von Wilhelm I. mit dem preußischen Kronenorden ausgezeichnet. Kelling war außerdem Gründungsmitglied der Southern Cross Lodge of Freemasons.
Fedor Kelling starb am 24. Oktober 1909, nachdem er einen Tag zuvor einen Krampfanfall erlitten hatte.